# Campeonato Maranhense 1996
In 1996 werd het 77ste Campeonato Maranhense gespeeld voor voetbalclubs uit Braziliaanse staat Maranhão. De competitie werd georganiseerd door de FMF en werd gespeeld van 7 april tot 17 december. Bacabal werd kampioen. 

## Eerste Toernooi
| Plaats | Club           | Wed. | W | G | V  | Saldo | Ptn. |
| ------ | -------------- | ---- | - | - | -- | ----- | ---- |
| 1.     | Sampaio Corrêa | 16   | 8 | 6 | 2  | 29:12 | 30   |
| 2.     | Bacabal        | 16   | 8 | 4 | 4  | 31:17 | 28   |
| 3.     | Maranhão       | 16   | 7 | 7 | 2  | 23:12 | 28   |
| 4.     | Codó           | 16   | 8 | 3 | 5  | 29:16 | 27   |
| 5.     | Moto Club      | 16   | 5 | 6 | 5  | 27:21 | 21   |
| 6.     | Caxiense       | 16   | 5 | 5 | 6  | 20:20 | 20   |
| 7.     | Coroatá        | 16   | 5 | 4 | 7  | 17:22 | 19   |
| 8.     | Americano (1)  | 16   | 7 | 2 | 7  | 17:18 | 18   |
| 9.     | Expressinho    | 16   | 0 | 1 | 15 | 3:58  | 1    |

(1): Americano kreeg vijf strafpunten voor het opstellen van een niet-speelgerechtigde speler
|  | Geplaatst voor finaleronde en krijgt daar één bonuspunt |
|  | Geplaatst voor finaleronde                              |

## Tweede toernooi

### Eerste fase

#### Groep São Luís
| Plaats | Club           | Wed. | W | G | V | Saldo | Ptn. |
| ------ | -------------- | ---- | - | - | - | ----- | ---- |
| 1.     | Moto Club      | 6    | 3 | 3 | 0 | 17:4  | 12   |
| 2.     | Sampaio Corrêa | 6    | 3 | 2 | 1 | 11:3  | 11   |
| 3.     | Maranhão       | 6    | 3 | 1 | 2 | 15:7  | 10   |
| 4.     | Expressinho    | 6    | 0 | 0 | 6 | 2:31  | 0    |

|  | Geplaatst voor tweede fase |

#### Groep Interior
| Plaats | Club      | Wed. | W | G | V | Saldo | Ptn. |
| ------ | --------- | ---- | - | - | - | ----- | ---- |
| 1.     | Codó      | 6    | 3 | 1 | 2 | 8:4   | 10   |
| 2.     | Caxiense  | 6    | 2 | 3 | 1 | 7:8   | 9    |
| 3.     | Americano | 6    | 2 | 2 | 2 | 6:5   | 8    |
| 4.     | Bacabal   | 6    | 1 | 2 | 3 | 3:7   | 5    |

|  | Geplaatst voor tweede fase |

### Tweede fase
| Plaats | Club           | Wed. | W | G | V | Saldo | Ptn. |
| ------ | -------------- | ---- | - | - | - | ----- | ---- |
| 1.     | Caxiense       | 6    | 3 | 1 | 2 | 5:4   | 10   |
| 2.     | Sampaio Corrêa | 6    | 3 | 0 | 3 | 10:9  | 9    |
| 3.     | Moto Club      | 6    | 2 | 3 | 1 | 8:6   | 9    |
| 4.     | Codó           | 6    | 1 | 2 | 3 | 5:9   | 5    |

|  | Geplaatst voor finaleronde en krijgt daar één bonuspunt |

## Finaleronde
| Plaats | Club           | Wed. | W | G | V | Saldo | Ptn. |
| ------ | -------------- | ---- | - | - | - | ----- | ---- |
| 1.     | Bacabal        | 4    | 3 | 0 | 1 | 6:5   | 9    |
| 2.     | Sampaio Corrêa | 4    | 2 | 1 | 1 | 9:2   | 8    |
| 3.     | Caxiense       | 4    | 0 | 1 | 3 | 4:12  | 2    |

|  | Kampioen |

### Kampioen
| Campeonato Maranhense de 1996 |
| Maranhão                      |
| ----------------------------- |
| BACABAL Kampioen (1° titel)   |